# Cnemolia onca
Cnemolia onca là một loài bọ cánh cứng trong họ Cerambycidae.